# エヴェリナ・ドブロヴォルスカ

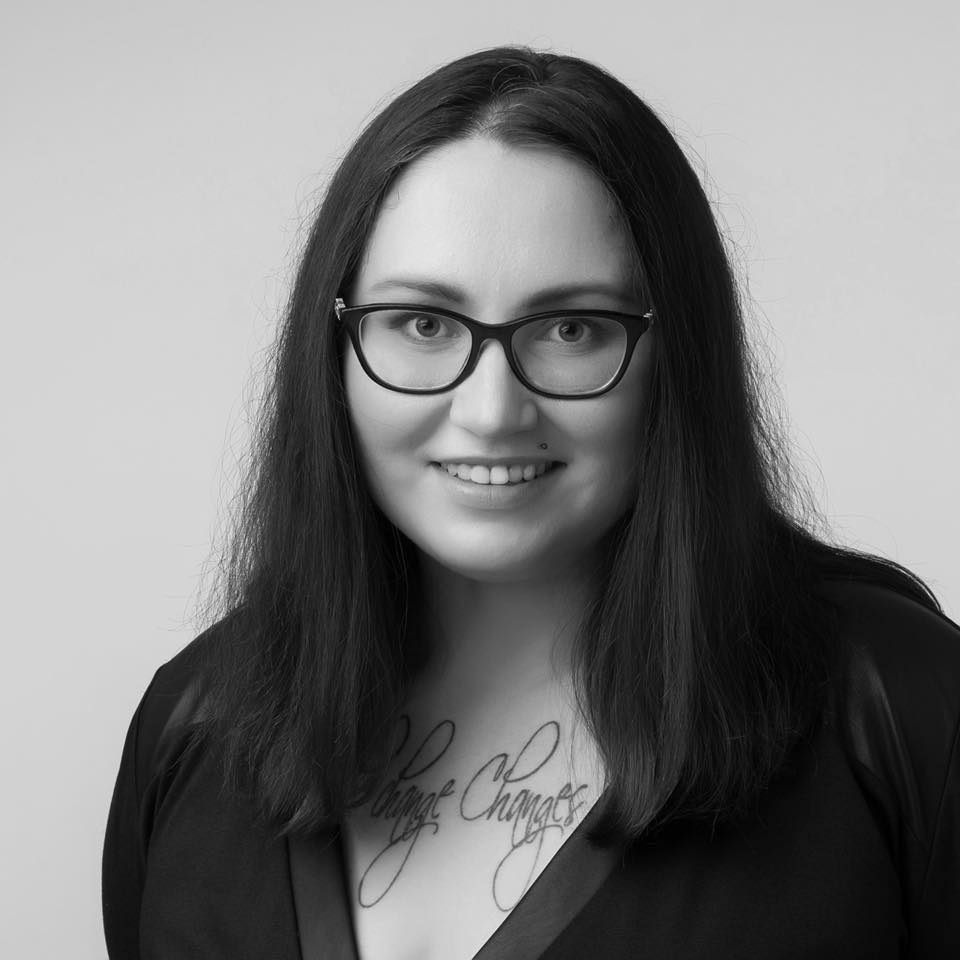
2020年

エヴェリナ・ドブロヴォルスカ（Ewelina Dobrowolska、1988年8月16日 - ）は、リトアニアの政治家。ポーランド系リトアニア人として知られる。2020年よりリトアニア国会（セイマス）議員およびリトアニア法相を務める（2024年現在）。

## 経歴
2010年にミーコラス・ロメリス大学を卒業したのち、弁護士事務所で勤務。人権問題などに携わる。
2020年、リトアニア国会（セイマス）議員選挙に自由党から出馬し、当選。イングリダ・シモニーテ内閣で法相に任命される。
リトアニアの法律が改正され、氏名に「w」の表記を用いることが認められるようになると、2022年5月、氏名の綴りを「Evelina Dobrovolska」から「Ewelina Dobrowolska」に改めた。